# Storyteller
Storyteller là album phòng thu thứ 5 của ca nhạc sĩ đồng quê người Mỹ Carrie Underwood. Đĩa nhạc được phát hành vào ngày 23 tháng 10 năm 2015 bởi hãng đĩa Sony Music Nashville. Sau thành công của album phòng thu thứ 4, Blown Away (phát hành năm 2012), Carrie Underwood bắt tay vào thu âm cho album Storyteller vào đầu năm 2014. Tuy nhiên do mang thai đứa con đầu tiên, Carrie chủ động hoãn lại và thay vào đó, cô cho ra mắt album tập hợp những ca khúc hay nhất đầu tiên của cô mang tên Greatest Hits: Decade #1 vào ngày 9 tháng 12 năm 2014. Album này đã mang đến những thành công nhất định. Sau khi sinh con, Carrie tạm nghỉ thêm một thời gian nữa trước khi quay lại phòng thu vào đầu năm 2015 để hoàn tất album Storyteller.
Storyteller là một thành công về thương mại và xác lập nhiều kỷ lục khi được phát hành, đồng thời cũng nhận được nhiều hầu hết những nhận xét tích cực từ giới chuyên môn. Nhờ album đạt thành tích đứng thứ 2 trên bảng xếp hạng (BXH) Billboard 200, Carrie trở thành ca sĩ dòng nhạc đồng quê duy nhất trong lịch sử sở hữu 5 album phòng thu đầu tiên trong sự nghiệp ra mắt ở vị trí hạng nhất hoặc hạng hai. Ở BXH Những album nhạc đồng quê hay nhất, album Storyteller ra mắt ở vị trí đầu bảng khiến Carrie trở thành nghệ sĩ duy nhất có 6 album liên tiếp đứng đầu bảng xếp hạng. Storyteller cũng thành công ở các bảng xếp hạng khác trên thế giới, bao gồm vị trí thứ 4 ở Úc, thứ 3 ở Canada và thứ 13 ở Vương Quốc Anh. Tính đến tháng 10 năm 2016, album đã được chứng nhận đạt đĩa Bạch Kim bởi Hiệp hội Công nghiệp ghi âm Hoa Kỳ (RIAA). Album cũng đánh dấu lần thứ 6 liên tiếp các album của Carrie đều đạt danh hiệu Bạch Kim hoặc đa-Bạch Kim.
Các đĩa đơn trích ra từ Storyteller bao gồm đĩa đơn đôi "Heartbeat" và "Church Bells" - đứng nhất BXH Billboard Country Airplay, cùng với hai đĩa đơn khác đều đạt vị trí thứ 2 là "Smoke Break" và "Dirty Laundry". Ở BXH Billboard Canada Country, "Smoke Break", "Heartbeat" và "Dirty Laundry" đều đạt vị trí đầu bảng. Hiệp Hội Công Nghiệp Ghi Âm Hoa Kỳ đã trao chứng nhận Vàng cho cả 3 đĩa đơn này.
Storyteller là album cuối cùng của Carrie phát hành thông qua hãng thâu âm Arista Nashville và Sony Music Group để sau đó cô ký hợp đồng mới với hãng Capitol Nashville trực thuộc tập đoàn Universal Music Group.

## Bối cảnh ra đời
Sau thành công của album phòng thu thứ 4 Blown Away (2012) và chuyến lưu diễn thế giới để quảng bá album này Blown Away Tour (2012-2013), vào tháng 8 năm 2013, Carrie xác nhận rằng cô đã chuẩn bị lên kế hoạch thu âm album mới và sẽ bắt đầu làm việc vào năm 2014. Tuy nhiên, trong thời gian mang thai đứa con đầu lòng, cô lại cho ra đời album tập hợp các ca khúc hay nhất của mình vào cuối năm 2014 và cũng đạt được nhiều thành công. Sau khi sinh, Carrie trở lại phòng thu để hoàn tất thu âm album Storyteller vào tháng 2 năm 2015. Ngày 20 tháng 8 năm 2015, Carrie công bố tên album và ngày phát hành thông qua livestream trên trang Facebook cá nhân.
Carrie miêu tả về album mới Storyteller là một thu âm "mang phong thái ung dung, thư thả và mang nhiều tiếng búng ghi-ta" so với album phòng thu trước đó, Blown Away (2012). Cùng làm việc với Carrie ở album Storyteller bao gồm những nhạc sĩ cộng tác thường xuyên như Hillary Lindsey, Ashley Gorley, Chris DeStefano, David Hodges, Brett James và Mark Nright. Cô cũng hợp tác với những cộng sự mới khác như Liz Rose, Zach Crowell và Jay Joyce. Jay Joyce sản xuất đĩa đơn đầu của album là "Smoke Break" sáng tác bởi chính Carrie cùng với Chris DeStefano và Hillary Lindsey.

## Quá trình quảng bá
Carrie đăng danh sách bài hát trong album vào ngày 9 tháng 9 năm 2015 trên tài khoản Instagram của mình. Vào ngày 10 tháng 9, Carrie xuất hiện trên chương trình The Tonight Show Starring Jimmy Fallon và biểu diễn ca khúc "Smoke Break". Ngày 21 tháng 9, Carrie trình diễn ca khúc này tại Lễ Hội Âm Nhạc Apple ở Luân Đôn.
Ngày 9 tháng 10 năm 2015, ca khúc "Heartbeat" được tung ra để làm đĩa đơn quảng bá. Ca khúc có sự góp giọng làm nền của ca sĩ nhạc đồng quê Sam Hunt. Đĩa đơn này bán được 23.000 bản và khởi điểm ở vị trí thứ 26 trên BXH Hot Country Songs ở tháng cuối cùng của tháng 10 năm 2015. Tính đến tháng 10 năm 2016, ca khúc đã tiêu thụ được 31.000 bản. Ca khúc cũng chen được vào BXH Scottish Singles Chart (của Scotland) ở vị trí thứ 80.
Đĩa đơn quảng bá thứ hai là "Renegade Runaway" phát hành vào ngày 16 tháng 10 năm 2015. Đĩa đơn này tiêu thụ được 13.000 bản và khởi điểm ở vị trí thứ 34 ở BXH Hot Country Songs. Đĩa đơn quảng bá thứ ba và cũng là cuối cùng từ album là "What I Nevr Knew I Always Wanted" được phát hành ngày 19 tháng 10 năm 2015. Ca khúc bán được 9.000 bản, khởi điểm tại vị trí thứ 38 ở BXH Hot Country Songs và cuối cùng đạt vị trí cao nhất ở thứ hạng 32. Tính đến ngày 21 tháng 11 năm 2015, ca khúc bán được 21.000 bản. Cả 3 đĩa đơn quảng bá đều được tung ra để tải về miễn phí trên iTunes, Amazon và các điểm bán lẻ nhạc kỹ thuật số khác nếu người nghe đặt trước toàn album Storyteller.
Để hỗ trợ quảng bá, Carrie quay lại làm lễ hội âm nhạc C2C: Country to Country làm ngôi sao biểu diễn. Đây là lần xuất hiện đầu tiên của cô kể từ năm 2013 và cô cũng trở thành nghệ sĩ đầu tiên hai lần mang danh hiệu vedette của lễ hội âm nhạc. Carrie cũng biểu diễn ở các buổi hoà nhạc ở Luân Đôn, Dublin, Glasgow, Oslo và Stockholm.

### Đĩa đơn
"Smoke Break", đĩa đơn chính thức đầu tiên của album Storyteller, được phát hành vào ngày 21 tháng 8 năm 2015. Ca khúc xác lập kỷ lục là bài hát được đưa vào danh sách phát sóng tuần đầu tiên nhiều nhất mọi thời đại trong lịch sử của Country Aircheck, với 145 lần ở Mediabase và 159 lần ở trên Billboard. Country Aircheck cho biết các đài phát thanh xếp hàng chờ đưa ca khúc lên sóng vào những ngày quan trọng. Trên BXH Hot Country Songs và Country Airplay, ca khúc lần lượt vươn tới vị trí thứ 4 và thứ 2.
"Heartbeat", đĩa đơn chính thức thứ hai được phát hành đúng lễ trao giải American Music Awards 2015. Ca khúc chính thức lên sóng phát thanh vào 30 tháng 11 năm 2015. Trên BXH Hot Country Songs, ca khúc vươn vị trí thứ 2 và đạt vị trí quán quân trên BXH Country Airplay - đánh dấu cột mốc lần thứ 14 Carrie đứng đầu BXH và Carrie phá kỷ lục của chính mình với danh hiệu Nữ nghệ sĩ có nhiều ca khúc đạt vị trí quán quân nhất giữa các nghệ sĩ nữ khác trên BXH này.
"Chaser" được tung ra độc quyền ở các đài phát thanh ở Anh vào ngày 1 tháng 4 năm 2016, đánh dấu lần ra mắt giới hạn đầu tiên của Carrie cho các đài phát thanh châu Âu.
"Church Bells" là đĩa đơn thứ 3 từ album ở thị trường Mỹ và phát hành trên sóng phát thanh nhạc đồng quê vào ngày 11 tháng 4 năm 2016. Ca khúc lần lượt đứng vị trí thứ 2 trên BXH Hot Country Songs và quán quân ở BXH Country Airplay, trở thành ca khúc quán quân thứ 15 của Carrie ở BXH này. Ca khúc cũng được đề cử cho giải "Trình Diễn Đơn Ca Nhạc Đồng Quê Xuất Sắc Nhất" tại lễ trao giải Grammy thứ 59.
"Dirty Laundry" được xác nhận là đĩa đơn chính thức thứ 4 của album ở thị trường Mỹ và Canada. Ca khúc lên sóng vào ngày 5 tháng 9, 2016. Ca khúc đạt vị trí thứ 2 trên BXH Country Airplay và vị trí thứ 3 trên BXH Hot Country Songs.

### Lưu diễn
Carrie bắt đầu tour lưu diễn "Storyteller Tour: Stories in the Round" vào 30 tháng 1, 2016 ở Jacksonville, Florida để quảng bá album. Chặng đầu tiên của tour lưu diễn hoàn tất vào 31 tháng 5, 2016. Vào ngày 21 tháng 7, 2016, Billboard xuất bản tin tức giữa năm các tour lưu diễn có doanh thu cao nhất từ 10/11/2015 đến 6/6/2016, Storyteller đứng vị trí thứ 10 với tổng doanh thu là 29.993.922 dollars với số lượng khán giả tổng cộng là 449.396 người.
Chuyến lưu diễn kết thúc vào 28/11/2016. Toàn bộ doanh thu đạt được là 51.204.491 dollars với số lượng khán giả lên đến hàng triệu.

## Đánh giá tích cực
Storyteller nhận được những đánh giá nhìn chung là tích cực từ giới phê bình chuyên môn. Ở trang Metacritic, album nhận được 74 điểm trên thang điểm 100 dựa trên 9 bình luận từ các nhận xét chính thống. Stephen Thomas Erlewine của trang AllMusic cho biết album "xứng đáng nhận được sư quan tâm", trong khi đó, Sarah Rodman của The Boston Globe cho rằng đây là album hay nhất của Carrie Underwood từ trước tới nay. Jewly Hight từ Billboard viết: "Không giống như những ca sĩ nhạc đồng quê mới khác chỉ hát theo kiểu hát đồng ca cùng với kiểu sản xuất vừa được ưa thích nhưng cũng vừa dễ bị ghét, Carrie Underwood đã chiếm cảm tình của đại đa số khán giả. Với album này, Carrie cân bằng được hình ảnh đẹp xây dựng bấy lâu nay trên sân khấu: vừa mang dáng vóc cô gái thân thiện miền Trung Tây Hoa Kỳ, vừa mang được dáng vẻ kiêu kỳ của một diva... đóng khung vừa vặn và tươi mới." Trên trang Vice, Robert Christgau viết rằng album mang nhiều "câu chuyện hay" hơn so với album Greatest Hits - "Carrie đôi khi cũng còn hát hơi quá như bất cứ ca sĩ thần tượng nào nhưng phút cuối cô ấy cũng trở lại nhẹ nhàng để các ca khúc có thể tự kể câu chuyện: có những bài như là chửi thẳng mặt người khác, có bài thì ngang tàng kiểu "giết người nhưng hợp tình hợp lý", có bài thì lại theo kiểu "hạnh phúc trọn đời".
Nhà phê bình Jon Caramanica của tờ Thời Báo New York thì cho rằng album chưa thực sự gây ấn tượng. Anh thấy kiểu sáng tác trong album còn thiếu tính cứng rắn và cả tính mềm mại cần thiết; còn Carrie thì hát quá phô trương: "Cô ấy chủ yếu chọn các ca khúc để cố tình khoe giọng hát vốn đã quá mạnh, quá dữ dội, nhưng xét chung thì chẳng ăn nhập gi cả." Ở trang Exclaim!, Stuart Henderson viết rằng "hơn phân nửa album chán ngắt". Giải thích cho nhận xét này, Stuart cho biết "Không phải là Carrie hát yếu hay không có cảm xúc, mà chán ở đây là nghe cứ xa vời sao sao và gây buồn ngủ chứ không phải như cách hát thu hút thông thường Carrie mang tới cho khán giả, mặc dù nghe thì vẫn thấy giọng Carrie vẫn mạnh, tiếng trống dồn dập, tiếng bass vẫn vang và tiếng guitar réo rắc".

## Thành tích
Album Storyteller nhận được đề cử "Album của năm" tại lễ trao giải lần thứ 50 của Hiệp Hội Âm Nhạc Đồng Quê. Album chiến thắng ở hạng mục "Album nhạc đồng quê được yêu thích nhất" tại lễ trao giải American Music Awards năm 2016. Đây cũng là album thứ 5 của Carrie nhận được danh dự này.
| Năm  | Lễ trao giải                      | Hạng mục                                | Kết quả |
| ---- | --------------------------------- | --------------------------------------- | ------- |
| 2016 | American Country Countdown Awards | Album của năm                           | Đề cử   |
| 2016 | Billboard Music Awards            | Album nhạc đồng quê hay nhất            | Đề cử   |
| 2016 | Country Music Association Awards  | Album của năm                           | Đề cử   |
| 2016 | BCMA Awards                       | Album quốc tế của năm                   | Đề cử   |
| 2016 | American Music Awards             | Album nhạc đồng quê được yêu thích nhất | Thắng   |

## Tình hình thương mại
Ở thị trường Mỹ, Storyteller khởi điểm ở vị trí Á quân trên BXH Billboard 200 với doanh số tương đương 177.000 album được bán ra, trong đó có 164.000 đĩa thật, còn lại là số lần truyền tải streaming của album và số track bán được. Nhờ vào đó Carrie Underwood trở thành là nghệ sĩ nhac đồng quê duy hất có 5 album phòng thu đầu trong sự nghiệp đều ở vị trí quán quân hay á quân trên BXH Billboard 200. Thêm vào đó, album khởi điểm ở vị trí quán quân trên BXH Top Country Album, mang lại cho Carrie một kỷ lục khác với danh hiệu nghệ sĩ duy nhất có 6 album liên tiếp đạt vị trí quán quân trên BXH này. Đến tuần thứ 2, album tiếp tục giữ vững vị trí thứ 2 trên Billboard 200, tiêu thụ được 81.000 bản (trong đó 73.000 đĩa thật được bán ra). Trở lại BXH Top Country Albums số của ngày 9 tháng 12, đĩa nhạc tiếp tục ở vị trí đầu bảng ở tuần thứ hai. Ngày 4/12/2015, RIAA chứng nhận đĩa Vàng cho album do bán được hơn 500.000 bản ở Mỹ. Đến tháng 10 năm 2016, album được chứng nhận đĩa Bạch Kim chỉ sau 1 năm phát hành. Đây cũng là album thứ 6 của Carrie đạt danh hiệu Bạch Kim. Tính đến tháng 4/2016, album tiêu thụ được 752.100 bản ở Mỹ.
Ở các thị trường quốc tế, album khởi điểm ở vị trí thứ 3 ở Canada, thứ 4 ở Úc, thứ 6 ở Scotland và thứ 13 ở Vương Quốc Anh, đánh dấu lần thứ 2 album của Carrie Underwood nằm trong top 20 tại thị trường này. Album cũng chen được vào bảng xếp hạng ở 6 vùng khác.

## Danh sách bài hát
| Storyteller – Bản chuẩn | Storyteller – Bản chuẩn             | Storyteller – Bản chuẩn                               | Storyteller – Bản chuẩn | Storyteller – Bản chuẩn |
| STT                     | Nhan đề                             | Sáng tác                                              | Nhà sản xuất            | Thời lượng              |
| ----------------------- | ----------------------------------- | ----------------------------------------------------- | ----------------------- | ----------------------- |
| 1.                      | "Renegade Runaway"                  | Carrie Underwood Chris DeStefano Hillary Lindsey      | Jay Joyce               | 3:40                    |
| 2.                      | "Dirty Laundry"                     | Zach Crowell Ashley Gorley Lindsey                    | Joyce                   | 3:25                    |
| 3.                      | "Church Bells"                      | Crowell Brett James Lindsey                           | Mark Bright             | 3:15                    |
| 4.                      | "Heartbeat"                         | Underwood Crowell Gorley                              | Crowell                 | 3:31                    |
| 5.                      | "Smoke Break"                       | Underwood DeStefano Lindsey                           | Joyce                   | 3:20                    |
| 6.                      | "Choctaw County Affair"             | Jason White                                           | Joyce                   | 3:31                    |
| 7.                      | "Like I'll Never Love You Again"    | Lindsey Lori McKenna Liz Rose                         | Joyce                   | 3:37                    |
| 8.                      | "Chaser"                            | Underwood Mike Elizondo Lindsey                       | Joyce                   | 4:24                    |
| 9.                      | "Relapse"                           | Ben Caver Sara Haze James                             | Crowell                 | 3:24                    |
| 10.                     | "Clock Don't Stop"                  | Blair Daly DeStefano Lindsey                          | Bright                  | 3:23                    |
| 11.                     | "The Girl You Think I Am"           | Underwood David Hodges Lindsey                        | Bright                  | 3:38                    |
| 12.                     | "Mexico"                            | Kathleen Higgins Jamie Moore Derrick Adam Southerland | Bright                  | 3:28                    |
| 13.                     | "What I Never Knew I Always Wanted" | Underwood James Lindsey                               | Bright                  | 3:36                    |
| Tổng thời lượng:        | Tổng thời lượng:                    | Tổng thời lượng:                                      | Tổng thời lượng:        | 46:12                   |